# Av. 68 - Carrera 11 (estación)
La estación sencilla Carrera 11 hará parte del sistema de transporte masivo de Bogotá, TransMilenio, inaugurado en el año 2000.

## Ubicación
La estación está ubicada específicamente sobre la Calle 100 entre carreras 11 y 14.
Atenderá la demanda de los barrios Chicó Lago, Rincón del Chicó y sus alrededores. En las cercanías se encuentra la sede principal de la Universidad Militar Nueva Granada, la embajada de Chile y el Cantón Norte.

## Origen del nombre
La estación no cuenta aún con un nombre oficial, sin embargo, provisionalmente y durante la etapa de construcción se le asigna un nombre provisional relacionado con la nomenclatura de las vías más cercanas o que servirán de acceso a la misma. Previo a la puesta en funcionamiento de la troncal, se realizó un proceso de selección del nombre con la comunidad para generar apropiación del sistema.

## Historia
En noviembre de 2018 se anunció el convenio de financiación entre el Gobierno Nacional y el Distrito que asegura los recursos para la construcción de las troncales de la avenida Ciudad de Cali y la avenida Congreso Eucarístico. En octubre de 2019 se inició el proceso de licitación para diseñar y construir esta troncal, y finalmente, el 23 de enero de 2020 se adjudicó la construcción de esta troncal. El acta de inicio fue firmada a finales de junio del mismo año.

## Servicios de la estación

### Esquema
| ← Occidente     |               |               |                 |
| Carrera 13      | sin servicios | sin servicios | Carrera 11      |
| En construcción | Vagón 2       | Vagón 1       | En construcción |
| Carrera 13      | sin servicios | sin servicios | Carrera 11      |
| Oriente →       |               |               |                 |

### Servicios urbanos
Así mismo funcionan las siguientes rutas urbanas del SITP en los costados externos a la estación, circulando por los carriles de tráfico mixto sobre la Calle 100, con posibilidad de trasbordo usando la tarjeta TuLlave:
| Código | Sector                  | Dirección       | Rutas                                         |
| ------ | ----------------------- | --------------- | --------------------------------------------- |
| 001A01 | B Br. Rincón del Chicó  | AC 100 - KR 13  | A020C109D237H610 402 442 T12                  |
| 001B01 | B Br. Rincón del Chicó  | AC 100 - KR 11B | H606K916 634 661 T163 Z8                      |
| 160A01 | B Escuela de Infantería | AC 100 - KR 11  | C109D237H610 402 442 T12                      |
| 160B01 | B Escuela de Infantería | AC 100 - KR 11A | A020H606K916 634 661 T163 Z8                  |
| 215A00 | A Colsanitas Calle 100  | AC 100 - KR 11B | 19-3A151A203A606D906K303 192 193B 466 E61 T12 |
| 215B00 | A Colsanitas Calle 100  | AC 100 - KR 11B | B020 402 442 661 Z8                           |
| 215C00 | A Colsanitas Calle 100  | AC 100 - KR 14  | A117A134A610A708B916K309                      |

## Ubicación geográfica
| Noroeste: Usaquén   | Norte: Usaquén | Nordeste: Usaquén  |
| Oeste: N Carrera 19 |                | Este: Usaquén      |
| Suroeste: Chapinero | Sur: Chapinero | Sureste: Chapinero |